# (3881) Doumergua
(3881) Doumergua es un asteroide perteneciente al cinturón de asteroides descubierto por Benjamin Jekhowsky desde el observatorio de Argel-Bouzaréah, Argelia, el 15 de noviembre de 1925.

## Designación y nombre
Doumergua recibió al principio la designación de 1925 VF.
Posteriormente se nombró en honor del político francés Gaston Doumergue (1863-1937), presidente de Francia de 1924 a 1931.

## Características orbitales
Doumergua orbita a una distancia media de 2,448 ua del Sol, pudiendo acercarse hasta 2,079 ua. Su excentricidad es 0,1509 y la inclinación orbital 3,614°. Emplea en completar una órbita alrededor del Sol 1399 días.